# Kvicksalshagen-Igelsjön
Kvicksalshagen-Igelsjön este o arie protejată (arie specială de conservare — SAC, sit de importanță comunitară — SCI) din Suedia întinsă pe o suprafață de 7,4 ha, integral pe uscat.

## Localizare
Centrul sitului Kvicksalshagen-Igelsjön este situat la coordonatele 59°55′57″N 18°29′39″E / 59.9325°N 18.4943°E.

## Înființare
Situl Kvicksalshagen-Igelsjön a fost declarat sit de importanță comunitară în iunie 2001 pentru a proteja 2 specii de plante și 1 specie de animale. Situl a fost protejat și ca arie specială de conservare în martie 2011.

## Biodiversitate
Situată în ecoregiunea boreală, aria protejată conține 2 habitate naturale: Lacuri și iazuri distrofice naturale, Mlaștini alcaline.
La baza desemnării sitului se află mai multe specii protejate:
- plante (2): Hamatocaulis vernicosus, moșișoare (Liparis loeselii)
- nevertebrate (1): Vertigo geyeri